# Vic Wilson
Victor "Vic" Wilson, född 14 april 1931 i Drypool, död 14 januari 2001 efter en trafikolycka i Gerrards Cross, var en brittisk racerförare.

## Racingkarriär
Wilson fick chansen att tävla i formel 1 när Dick Gibson, som skadat sig i en krasch med sin Cooper, föreslog Wilson att reparera bilen och prova att köra ett lopp själv. 
Wilson gjorde detta i Italien 1960, men han tvingades bryta loppet.
Säsongen 1966 körde han två lopp utanför mästerskapet för Team Chamaco Collect i en BRM och kom fyra i Syrakusas Grand Prix 1966. Han skulle senare kört F1-loppet i Belgien 1966, men bilen övertogs av hans stallkamrat.

## F1-karriär
| Säsong | Stall/Tillverkare                          | Poäng | Placering |
| ------ | ------------------------------------------ | ----- | --------- |
| 1960   | Equipe Prideux/Dick Gibson (Cooper-Climax) | 0     | –         |
| 1966   | Team Chamaco Collect (BRM)                 | -     | –         |